# Resposta (psicologia)
Para a análise do comportamento, uma resposta é um dos três componentes de uma contingência de reforçamento.
Ainda no âmbito da análise do comportamento, resposta refere-se ao que o organismo faz. A definição é abrangente e inclui pensar, sentir, levantar a mão, olhar em alguma direção, etc.
O termo resposta não é sinônimo de comportamento, sendo este a relação entre uma situação antecedente do meio, a resposta do organismo e a situação conseqüente à resposta do organismo. Neste sentido, uma resposta é somente um dos elos de um comportamento: especificamente, a ação realizada pelo organismo.